# Caribou River (Oberer See)
Der Caribou River ist ein 24 Kilometer langer Zufluss des Oberen Sees im Lake County des US-Bundesstaats Minnesota.

## Verlauf
Der Caribou River entspringt südlich des Morris Lake. Er fließt in überwiegend südlicher Richtung durch den Kanadischen Schild und mündet zehn Kilometer nordöstlich von Little Marais in den Oberen See.